# Église Notre-Dame de Lancharre
L'église Notre-Dame de Lancharre est une église priorale de l'époque romane située sur le territoire de la commune de Chapaize dans le département français de Saône-et-Loire en région Bourgogne-Franche-Comté.

## Localisation
L'église est située au hameau de Lancharre, à deux kilomètres au nord-est du bourg de Chapaize.

## Historique
L'église date du XIIe siècle. Elle fait l'objet d'un classement au titre des monuments historiques depuis le 8 septembre 1930.
Elle faisait partie d'une abbaye fondée au XIe siècle par les seigneurs de Brancion pour les jeunes filles et les dames de la noblesse dites « Les Dames de Lancharre », qui vivaient sans doute chacune dans une maison. Ces dames chanoinesses devinrent par la suite bénédictines.
De Lancharre dépendait le prieuré du Puley, dont la prieure venait deux fois par an assister l'archiprieure. En 1615, ce prieuré perdit toute autonomie (ordonnance de l'évêque de Chalon Cyrus de Tyard).
Peu après, en 1626, Marie du Blé, devenue abbesse, emmena ses moniales de Lancharre à Chalon, le commandeur du Temple mettant une maison à leur disposition. L'édifice ne conserve dès lors plus que sa vocation d'église paroissiale ; surdimensionnée, elle n'est qu'insuffisamment entretenue après le départ des religieuses.
À partir du règne de Louis XIV, Lancharre porte le titre d'abbaye royale et est placée sous la protection directe du monarque.
De 1611 à 1789, neuf abbesses se succèdent à la tête du monastère, la dernière étant promue par le roi Louis XVI le 14 mai 1789.
Quelques mois plus tard, le 13 novembre, jour de la signature du décret de l'Assemblée nationale obligeant tous les monastères à faire une déclaration de leurs biens, les religieuses, au nombre de vingt-six, sont rendues au siècle.
En 1791, la vente de tous les biens de l'abbaye marque la fin définitive des Dames de Lancharre, aussi bien à Chalon qu'à Lancharre même et dans toutes leurs autres possessions (qui s'étendaient encore en 1786 sur plus de vingt paroisses).

## Architecture
L'église priorale, partiellement ruinée, a perdu sa nef (démolie vers 1850).
Elle conserve cependant un beau chevet roman constitué d'une abside et de deux absidioles semi-circulaires ornées de petites arcatures et de pilastres plats. Chacune de ces absides et absidioles est percée de trois fenêtres et est recouverte de lauzes.
Elle conserve également un beau clocher, accolé à la croisée du transept mais « décentré », indice d'une première construction datée du XIIe siècle ; s'y trouvent accolées sur le devant une abside devenue absidiole et, à droite, une moitié de transept. Ce clocher est percé au dernier étage de paires de baies géminées ogivales.
Elle présente en façade trois grandes baies ogivales murées correspondant aux connexions de la nef et des collatéraux à la croisée et aux croisillons du transept.
Henri Batault, auteur de l'unique monographie écrite à ce jour sur Lancharre, a observé que « les voûtes de la nef centrale et du collatéral sud ont leur axe perpendiculaire à la longueur de l'église, au lieu d'être parallèle », disposition qui se rencontre également dans l'église abbatiale de Tournus.

## Éléments remarquables
L'église abrite des pierres tombales des prieures et des bienfaiteurs du monastère dont cinq ont été classées aux Monuments Historiques en 1899. À l'origine elles pavaient le sol de l'église ; elles sont désormais fixées au mur. Leurs inscriptions évoquent la lignée des onze prieures qui, de 1245 à 1626, dirigèrent cette maison, ainsi que des prieures du Puley. Parmi ces tombes figurent :
- la dalle funéraire de Pierreau (ou Parelle, ou Parellus) de Saint-Clément, mort en 1290[5] ;
- la dalle funéraire d'Isabeau de Vaulvry (ou Isabelle de Vauvry), morte en 1286[6], épouse de Geoffroy de Germolles ;
- la dalle funéraire de Geoffroy de Germolles, mort en 1297[7] dont on pense qu'il était le frère de Marguerite de Germolles ;
- la dalle funéraire de Marguerite de Germolles, morte en 1302[8], dite "Tombe de la Grande Abbesse" ;
- la dalle funéraire de Fauquette de Nanton, morte en 1326[9].

## Restauration
Diverses campagnes de restauration ont permis de sauvegarder Notre-Dame de Lancharre.
- 1930 : classement de l'église en tant que monument historique.
- 1969 : sous l'impulsion du colonel Ernest de La Chapelle, création d'une association ayant pour objet la collecte des fonds nécessaires à la restauration des deux églises construites sur le territoire de la commune de Chapaize (église Saint-Martin de Chapaize et église Notre-Dame de Lancharre) : l'Association des amis des églises de Chapaize[10].
- vers 1980 : travaux de consolidation effectués sur les contreforts de la façade.
- 1998 : étude préalable de sauvegarde et de restauration réalisée par l'architecte Frédéric Didier.
- 2004 : premiers travaux sur les toitures et les murs du clocher, de la sacristie nord. Réfection du mur nord du XIe siècle, ruiné.
- 2008-2009 : mise hors d'eau partielle de l'édifice par la réfection des toitures de la nef et drainage également assuré pour l'assainissement nécessaire, dans la perspective de la phase de rénovation intérieure.
- 2011 : pose des vitraux de la chapelle nord, réalisés par le maître verrier Jean-Marie Géron (vitrailliste belge né en 1937 et auteur d'une thèse, soutenue à l'université de La Sorbonne, sur le vitrail contemporain).
- 2012 : pose des vitraux de la chapelle sud, puis du chœur, également réalisés par Jean-Marie Géron.
- 2017 : restauration intérieure de l'église, au cours de laquelle les parties hautes reçoivent les trois vitraux manquants.
- 2018 : travaux pour la rénovation intérieure de l'église (durée quatre mois, coût : 400 000 €).
- 2018 (1er septembre) : inauguration après achèvement des travaux de rénovation intérieure.